# Stimmecke bei Suderode (niedersächsischer Teil)
Stimmecke bei Suderode (niedersächsischer Teil) este o arie protejată (arie specială de conservare — SAC, sit de importanță comunitară — SCI) din Germania întinsă pe o suprafață de 0,4 ha, integral pe uscat.

## Localizare
Centrul sitului Stimmecke bei Suderode (niedersächsischer Teil) este situat la coordonatele 51°57′25″N 10°37′41″E / 51.9569°N 10.6281°E.

## Înființare
Situl Stimmecke bei Suderode (niedersächsischer Teil) a fost declarat sit de importanță comunitară în ianuarie 2005 pentru a proteja un număr necunoscut de specii din flora spontană și fauna sălbatică aflate în arealul zonei. Situl a fost protejat și ca arie specială de conservare în august 2018.

## Biodiversitate
Situată în ecoregiunea atlantică, aria protejată nu include niciun habitat protejat.
La baza desemnării sitului se află un număr nedeclarat de specii protejate.